# Brezna (gmina Gornji Milanovac)
Brezna (cyr. Брезна) – wieś w Serbii, w okręgu morawickim, w gminie Gornji Milanovac. W 2011 roku liczyła 153 mieszkańców.